# キロ
キロ（kilo, 記号:k）は国際単位系 (SI) におけるSI接頭語の一つで、以下のように、基礎となる単位の103 (=1000) 倍の量であることを示す。記号は小文字・立体の「k」である。
- 1キログラム (kg) = 1000グラム (g)
- 1キロメートル (km) = 1000メートル (m)
- 1キロリットル (kL) = 1000リットル (L)
- 1キロワット (kW) = 1000ワット (W)
- 1キロジュール (kJ) = 1000ジュール (J)

## 概要
1795年の当初のメートル法で定められた6つの接頭語の一つである。
キロは、ギリシア語で1000を意味する χίλιοι (khilioi) に由来する。
当時は、倍量の接頭語はギリシャ語から、分量の接頭語はラテン語から作成することとしていた。そこで、ギリシャ語の単語をフランス語風に変更して作られたのがキロ (kilo) である。
1960年の第11回国際度量衡総会 (CGPM) でSIが制定される際に正式に承認された。

## 小文字を使う理由
倍量のSI接頭語の記号のうちメガ（記号: M、106）以上の記号は大文字であるが、デカ (da)・ヘクト (h)・キロ (k) は小文字である。これは、倍量には大文字を使うという決まりができる前にすでにデカ・ヘクト・キロが定められ、また、小文字で定着していたためである。
しばしば “Kg” “KG”（キログラム）、“Km” “KM”（キロメートル）などと表記されることがあるが、これらは誤りで、正しくは “kg” “km” である。大文字の「K」は、熱力学温度の単位であるケルビンの記号であるため、“Kg” “Km” と記述した場合は、「ケルビン グラム」「ケルビン メートル」と誤読される可能性がある。なお、大文字「K」を用いることに計量法上の罰則が伴うものではない。SI単位等普及推進委員会と通商産業省（現：経済産業省）計量行政室は次の問答を作成している。
日本の一般道路の道路標識では、「道路標識、区画線及び道路標示に関する命令」により、“Km”（頭文字を大文字）と標示するよう定めていたが、 2008年（平成20年）8月1日以降、“km”（頭文字を小文字）と標示するように省令が改正された。なお、高速道路での案内標識は、新設当初から “km”（頭文字を小文字）と標示している。

## 曖昧な使われ方
日本において、単に「キロ」と言った場合には、キロメートル (km) またはキログラム (kg) 、ないしはキロメートル毎時 (km/h) を指すことが多い。技術者は金額や人口などの1,000についても「キロ」を用いることがある（例えば20,000円を「20キロ円」と呼び、¥20kと略記する。「単位：千円」として100,000円を100（=100千円）と表記されるのと似ている。）。2000年問題は「Y2K問題」（ワイツーケイもんだい、“Y” は年=year、“K” はキロ=kilo）とも呼称された。

### 軍における klick
アメリカ軍およびアメリカ軍と共同作戦を行う国の軍では、klick（または、klik、click）をキロメートルの俗語として用いる。1960年代のベトナム戦争時代から使われ始めた。

## 情報工学の分野における使用法
情報工学の分野において、SI接頭語「キロ」は、国際単位系 (SI) の定めに従い1000 (= 103) 倍を示す場合と、国際規格などで定められていない俗習として1024 (= 210) 倍を示す場合がある。
この曖昧さを回避するため、1024 (= 210) 倍を表す接頭語として、国際規格 (IEC 80000-13) にてSI接頭語と区別できる2進接頭辞「キビ」（kibi, 記号: Ki）が定められているが、キビバイト（kibibyte, 記号: KiB）やキビビット（kibibit, 記号: Kibit, Kib）などの単位は、あまり用いられていない。
また、国際単位系 (SI) 第8版（2006年）にて、キロやその他のSI接頭語を決して2のべき乗を表すために用いてはならないと定めているが、大手IT企業であるマイクロソフトなどが、未だ国際単位系 (SI) の定めに完全には従っておらず、2のべき乗を表す用法も混在する状況は解決されていない。なお、macOSでは、Mac OS X Leopard以前は2のべき乗（1024倍）が用いられていたが、2009年公開のMac OS X Snow Leopard以降は10の整数乗（1000倍）を用いたストレージ容量やファイルサイズ表示に変更された。

## SI接頭語
| 接頭語             | 記号 | 10n   | 十進数表記  | 漢数字表記  | short scale   | メートル法への導入年 | 国際単位系における制定年 |
| ------------------ | ---- | ----- | ----------- | ----------- | ------------- | -------------------- | ------------------------ |
| クエタ（quetta）   | Q    | 1030  | 1000        | 百穣        | nonillion     | －                   | 2022年                   |
| ロナ（ronna）      | R    | 1027  | 1000        | 千𥝱        | octillion     | －                   | 2022年                   |
| ヨタ（yotta）      | Y    | 1024  | 1000        | 一𥝱        | septillion    | －                   | 1991年                   |
| ゼタ（zetta）      | Z    | 1021  | 1000        | 十垓        | sextillion    | －                   | 1991年                   |
| エクサ（exa）      | E    | 1018  | 1000        | 百京        | quintillion   | －                   | 1975年                   |
| ペタ（peta）       | P    | 1015  | 1000        | 千兆        | quadrillion   | －                   | 1975年                   |
| テラ（tera）       | T    | 1012  | 1000        | 一兆        | trillion      | －                   | 1960年                   |
| ギガ（giga）       | G    | 109   | 1000        | 十億        | billion       | －                   | 1960年                   |
| メガ（mega）       | M    | 106   | 1000        | 百万        | million       | 1874年               | 1960年                   |
| キロ（kilo）       | k    | 103   | 1000        | 千          | thousand      | 1795年               | 1960年                   |
| ヘクト（hecto）    | h    | 102   | 100         | 百          | hundred       | 1795年               | 1960年                   |
| デカ（deca）       | da   | 101   | 10          | 十          | ten           | 1795年               | 1960年                   |
|                    |      | 100   | 1           | 一          | one           |                      |                          |
| デシ（deci）       | d    | 10−1  | 0.1         | 一分        | tenth         | 1795年               | 1960年                   |
| センチ（centi）    | c    | 10−2  | 0.01        | 一厘        | hundredth     | 1795年               | 1960年                   |
| ミリ（milli）      | m    | 10−3  | 0.001       | 一毛        | thousandth    | 1795年               | 1960年                   |
| マイクロ（micro）  | μ    | 10−6  | 0.000001    | 一微        | millionth     | 1874年               | 1960年                   |
| ナノ（nano）       | n    | 10−9  | 0.000000001 | 一塵        | billionth     | －                   | 1960年                   |
| ピコ（pico）       | p    | 10−12 | 0.000000001 | 一漠        | trillionth    | －                   | 1960年                   |
| フェムト（femto）  | f    | 10−15 | 0.000000001 | 一須臾      | quadrillionth | －                   | 1964年                   |
| アト（atto）       | a    | 10−18 | 0.000000001 | 一刹那      | quintillionth | －                   | 1964年                   |
| ゼプト（zepto）    | z    | 10−21 | 0.000000001 | 一清浄      | sextillionth  | －                   | 1991年                   |
| ヨクト（yocto）    | y    | 10−24 | 0.000000001 |             | septillionth  | －                   | 1991年                   |
| ロント（ronto）    | r    | 10−27 | 0.000000001 | octillionth | 2022年        | －                   |                          |
| クエクト（quecto） | q    | 10−30 | 0.000000001 | nonillionth | 2022年        | －                   |                          |